# Lewica chrześcijańska
Lewica chrześcijańska – zbiorcze określenie ruchów społeczno-politycznych inspirowanych chrześcijaństwem, które opowiadają się za zasadami sprawiedliwości społecznej oraz promują doktrynę społeczną Kościoła lub tzw. ewangelię społeczną, opartą na własnej interpretacji nauk Jezusa Chrystusa. Ze względu na różnorodność tradycji politycznych na świecie, termin „chrześcijańska lewica” może mieć odmienne znaczenia i zastosowania w różnych krajach. Choć istnieją liczne punkty wspólne, chrześcijańska lewica stanowi odrębne zjawisko od chrześcijaństwa liberalnego – nie każdy przedstawiciel chrześcijańskiej lewicy utożsamia się z liberalnym chrześcijaństwem i odwrotnie.
W Stanach Zjednoczonych chrześcijańska lewica zazwyczaj utożsamiana jest ze współczesnym liberalizmem i progresywizmem, a jej zwolennicy odwołują się do idei ewangelii społecznej jako środka do osiągnięcia większej równości społecznej i ekonomicznej. Nurt ten obejmuje również bardziej radykalne odłamy, takie jak chrześcijański socjalizm, chrześcijański anarchizm i chrześcijański komunizm.

## Terminologia

Katolicki teolog Luigi Taparelli był twórcą pojęcia „sprawiedliwości społecznej”

Podobnie jak w przypadku innych kategorii w obrębie spektrum politycznego lewica–prawica, termin „chrześcijańska lewica” stanowi ogólne określenie, obejmujące różnorodne grupy i osoby o odmiennych przekonaniach. Lewicowość może przyjmować wiele postaci i wartości, które niekoniecznie są wspólne dla wszystkich chrześcijańskich ruchów i indywidualnych wyznawców. Jako nieformalna nazwa luźno powiązanego zrzeszenia wiernych, termin ten pozwala na wyraźne odróżnienie od bardziej rozpowszechnionej chrześcijańskiej prawicy, bądź też prawicy religijnej, oraz jej przywódców i ideologii. Chrześcijańska lewica nie postrzega lewicowej polityki, zarówno ekonomicznej, jak i społecznej, jako sprzecznej z naukami chrześcijańskimi.
Dominującym wśród poglądów religijnych określanych jako lewicowe jest idea sprawiedliwości społecznej, rozumianej jako troska o ubogie i uciskane mniejszości. Zwolennicy tej perspektywy opowiadają się za powszechną opieką zdrowotną, świadczeniami socjalnymi, dotowanym systemem edukacji, pomocą zagraniczną oraz działaniami afirmatywnymi, które mają na celu poprawę warunków życia osób znajdujących się w niekorzystnej sytuacji. Wartości egalitarne stanowią fundament dla postawy chrześcijańskiej lewicy, której przedstawiciele uważają działanie na rzecz uciśnionych za obowiązek religijny. Wsparciem dla tego podejścia bywa przywoływany fragment Ewangelii Mateusza (25:31–46). Ponadto niemal wszystkie główne religie odwołują się do tzw. złotej reguły etycznej, nakazującej niesienie pomocy bliźnim, co potwierdza, iż zwolennicy różnych wyznań postrzegają ruch na rzecz sprawiedliwości społecznej jako zgodny z ich wiarą.
Termin „sprawiedliwość społeczna” został pierwszy raz użyty w 1840 przez włoskiego katolickiego teologa Luigiego Taparellego, związanego z Towarzystwem Jezusowym, który inspirował się pismami Tomasza z Akwinu. W nauce chrześcijańskiej lewicy sprawiedliwość społeczna, wyrzeczenie się władzy, pokora, przebaczenie oraz prywatna modlitwa – w przeciwieństwie do publicznie narzucanej – są traktowane jako nakazy Ewangelii. W Piśmie Świętym znajdują się liczne relacje, w których Jezus wielokrotnie opowiada się po stronie ubogich i wykluczonych, przeciwstawiając się bogatym, wpływowym i elitom religijnym. Przedstawiciele chrześcijańskiej lewicy podkreślają aktualność oraz znaczenie tego stanowiska. Odwołując się do zasady „nadstawiania drugiego policzka”, którą uważają za nadrzędną wobec starotestamentowej zasady „oko za oko”, chrześcijańska lewica często prezentuje postawę pacyfistyczną, sprzeciwiając się polityce promującej militaryzm.
W historii ruchów religijnych lewicowy charakter wykazywała m.in. średniowieczna sekta waldensów. Ponadto niektórzy przedstawiciele chrześcijańskiej lewicy, jak również niektórzy niereligijni socjaliści, dostrzegają w Ewangeliach uzasadnienie dla anarchizmu, komunizmu i socjalizmu. Chrześcijańska lewica jest kategorią szeroką, obejmującą zarówno chrześcijański socjalizm, jak i chrześcijan, którzy nie utożsamiają się z socjalizmem.

## Historia

### Wczesne lata
W początkowym okresie istnienia ruchów lewicowych sprzeciwiających się establishmentowi — takich jak socjalizm czy komunizm, które w XIX wieku były silnie antyklerykalne — część kościołów instytucjonalnych była kierowana przez duchownych postrzegających rewolucję jako zagrożenie dla własnej pozycji i władzy. Kościół był wówczas często uważany za część porządku ustanowionego. Rewolucje w Stanach Zjednoczonych, Francji i Rosji były po części wymierzone przeciwko kościołom instytucjonalnym lub ich przywódcom duchowym i doprowadziły do wprowadzenia rozdziału Kościoła od państwa.
W XIX wieku niektórzy pisarze i działacze rozwijali nurt chrześcijańskiego socjalizmu, który łączył zasady socjalistyczne z chrześcijańską teologią i praktyką. Wcześni teoretycy socjalizmu, tacy jak Robert Owen i Henri de Saint-Simon, opierali swoje poglądy na wartościach chrześcijańskich. Karol Marks i Fryderyk Engels odrzucili jednak te koncepcje, formułując świecką teorię socjalizmu w Manifeście Komunistycznym.

### Sojusz lewicy i chrześcijaństwa

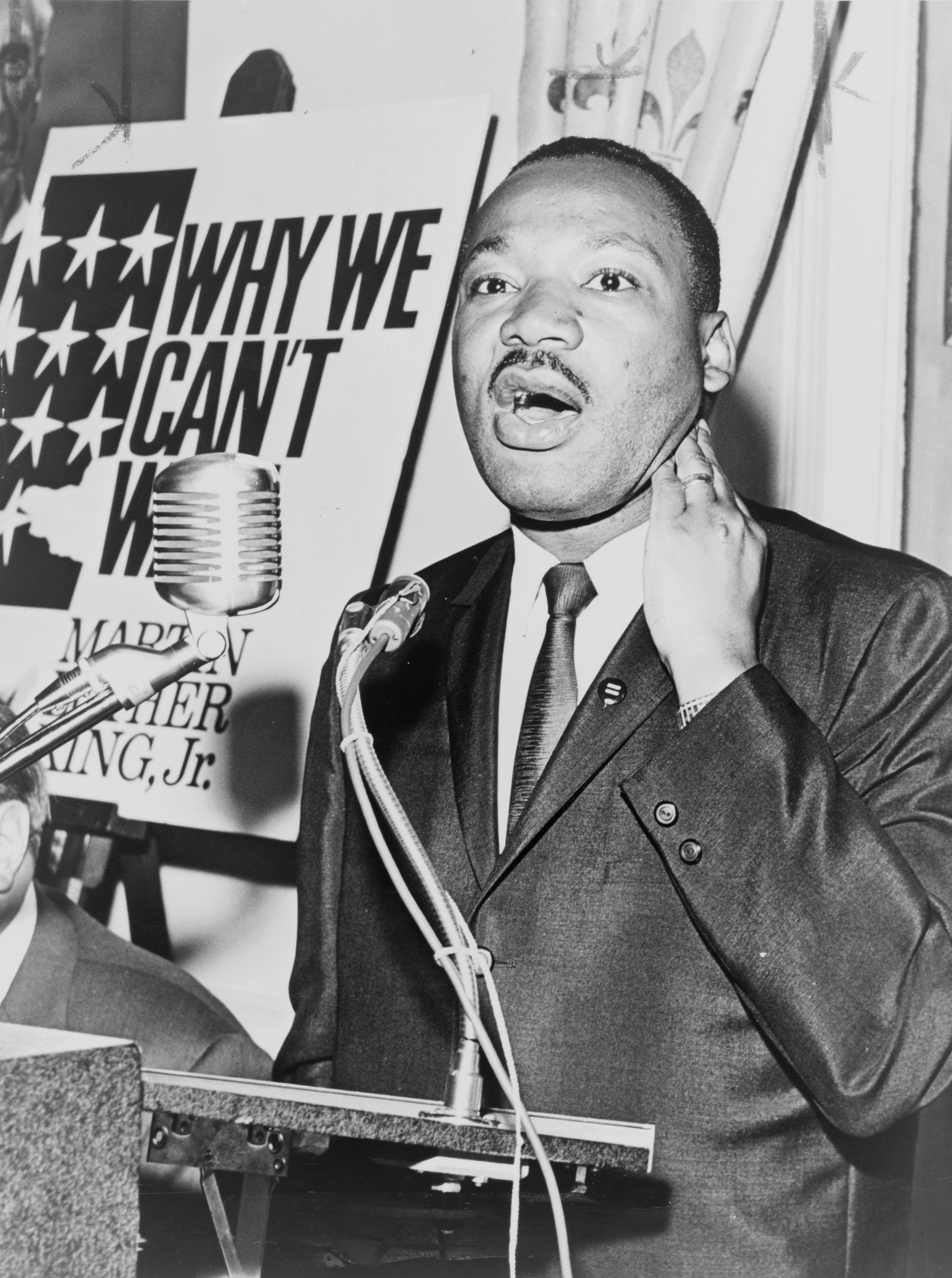
Amerykański pastor Martin Luther King odwoływał się w swoich działaniach do idei lewicowych.

Od końca XIX wieku i na początku XX wieku niektórzy myśliciele zaczęli postrzegać chrześcijaństwo jako mające wiele wspólnego z lewicowym spojrzeniem na świat. Od Państwa Bożego św. Augustyna po Utopię św. Tomasza Morusa, wielu wybitnych chrześcijańskich pisarzy przedstawiało poglądy, które socjaliści uważali za bliskie swoim ideałom. Szczególną uwagę przyciągał bardzo silny motyw egalitaryzmu obecny w Nowym Testamencie. Inne wartości typowe dla lewicy — takie jak pacyfizm, sprawiedliwość społeczna, równość rasowa, prawa człowieka czy krytyka nadmiernego bogactwa — również znajdują mocne odzwierciedlenie w Biblii.
Pod koniec XIX wieku w Ameryce Północnej i Wielkiej Brytanii pojawił się ruch ewangelii społecznej, szczególnie wśród anglikanów, luteran, metodystów i baptystów. Celem tego ruchu było połączenie myśli progresywnej i socjalistycznej z chrześcijaństwem i stworzenie opartego na wierze aktywizmu społecznego, promowanego m.in. przez ruchy chrześcijańskiego socjalizmu. W Stanach Zjednoczonych najbardziej liberalne pod względem interpretacji teologicznej i zaangażowania społecznego były zazwyczaj Kościół episkopalny oraz Kościół kongregacjonalistyczny. W Kanadzie liberalni kongregacjonaliści, metodyści i prezbiterianie połączyli się, tworząc Zjednoczony Kościół Kanady — jedną z pierwszych lewicowych denominacji chrześcijańskich. W późniejszym okresie XX wieku teologię wyzwolenia promowali m.in. Gustavo Gutiérrez.
W XX wieku wielu polityków i aktywistów lewicy (zwłaszcza chrześcijańskich socjalistów) odwoływało się do nauki społecznej Kościoła. Przykładem może być Dorothy Day i ruch Catholic Worker Movement, który łączył radykalny pacyfizm, sprawiedliwość społeczną i katolicką wiarę. W Europie powstawały partie chrześcijańsko-demokratyczne i katolickie partie robotnicze o umiarkowanie lewicowym programie, np. w Niemczech, Włoszech i Francji.
Chrześcijańska lewica w dużej mierze wyrosła z doświadczeń duchownych, którzy podejmowali duszpasterską pracę wśród klasy robotniczej. Często rozpoczynali ją bez wyraźnej filozofii społecznej, kierując się jedynie troską duszpasterską i ewangelizacyjną wobec robotników. Było to szczególnie widoczne wśród metodystów i anglo-katolików w Anglii, jak również u katolików, jak Adolph Kolping w Niemczech czy Josef-Leona Cardijn w Belgii.
W Stanach Zjednoczonych chrześcijańska lewica obejmuje szerokie spektrum wyznań: od tzw. kościołów pokoju (np. kwakrów, mennonitów), przez główne protestanckie denominacje, aż po katolików i część ewangelikalnego środowiska.
Martin Luther King Jr. był amerykańskim pastorem baptystycznym oraz czołowym działaczem ruchu praw obywatelskich. Od 1955 do 1968 prowadził pokojowe protesty przeciwko segregracji i prawom Jima Crowa, inspirując się chrześcijańską wiarą oraz bezprzemocowym ruchem Gandhiego.
King utożsamiał się z teologiczną tradycją ewangelii społecznej – akcentując chrześcijańską odpowiedzialność za sprawy społeczne i ekonomiczne. Sam pisał, że chodzi mu „o chrześcijańską ewangelię zarówno dla ducha, jak i dla ciała”. Jego postawa była bliska chrześcijańskiemu socjalizmowi, co podkreślały późniejsze analizy, np. że reprezentował „chrześcijańską rdzeń i socjalistyczną podstawę”.
Niektóre grupy chrześcijańskie były silnie zaangażowane w ruchy pokojowe sprzeciwiające się wojnie w Wietnamie oraz inwazji na Irak w 2003. Przywódcy religijni w wielu krajach często stawali na czele krytyki cięć w programach opieki społecznej. Ponadto wielu znanych działaczy na rzecz praw obywatelskich było osobami duchownymi. 

### W Polsce

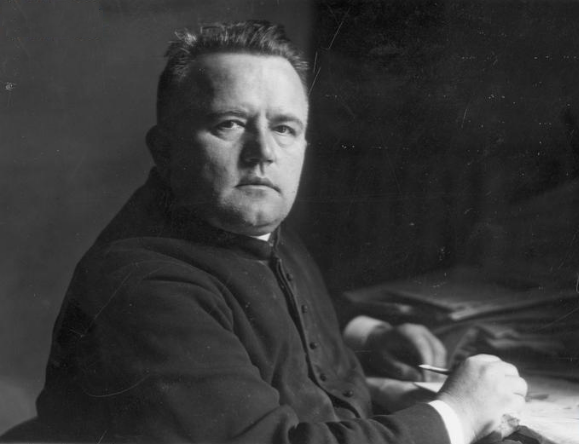
Eugeniusz Okoń, przedstawiciel międzywojennej polskiej lewicy katolickiej

Od końca XIX wieku w Polsce zaczęły się rozwijać nurty łączące chrześcijaństwo z lewicowym spojrzeniem społecznym. Już w okresie romantyzmu działacze tacy jak Piotr Ściegienny, Ludwik Królikowski i Tadeusz Krępowiecki inspirowali się wartościami ewangelicznymi (solidarnością, miłością bliźniego, równością) łącząc je z ideami demokratycznego socjalizmu.
W okresie międzywojennym chrześcijańscy socjaliści angażowali się m.in. w Polskie Stronnictwo Ludowe „Wyzwolenie” i Polską Partię Socjalistyczną, starając się pogodzić naukę społeczną Kościoła z prawami pracowniczymi i redystrybucją dóbr. Co znamienne, w przypadku PPS nie znalazł się w programie postulat rozdziału Kościoła od państwa – co czyniło ją ewenementem wśród europejskich ugrupowań socjalistycznych. Powodem tej specyfiki był kontekst narodowo-kulturowy: silne powiązanie religii katolickiej z polską tożsamością narodową, a także fakt, że większość robotników – naturalna baza społeczna PPS – była religijna i identyfikowała się z Kościołem. Natomiast okresie międzywojennym PPS z jednej strony domagała się świeckiego państwa i protestowała przeciwko konkordatowi, z drugiej jednak unikała jawnej walki z religią. Czołowi publicyści PPS, tacy jak Mieczysław Niedziałkowski, odcinali się od ateistycznego fanatyzmu, deklarując szacunek wobec przekonań religijnych obywateli. Podobnie Kazimierz Czapiński, który chociaż prezentował jawną postawę antyklerykalną, to przestrzegał przed walką z religią czy chrześcijaństwem jako takim.
Elementy lewicy chrześcijańskiej można było dostrzec w działalności księży Stanisława Stojałowskiego, Eugeniusza Okonia, Andrzeja Huszno i Henryka Hlebowicza, później w stowarzyszeniach katolików świeckich w PRL (Stowarzyszenie „Pax”, Chrześcijańskie Stowarzyszenie Społeczne).
W ruchu Solidarność silnie obecny był nurt lewicy chrześcijańskiej, widoczny m.in. we wspieraniu postulatów samorządu pracowniczego i redystrybucji dóbr. Program I Krajowego Zjazdu Delegatów NSZZ „Solidarność” z 1981 r. zawierał wezwania do wprowadzenia rad pracowniczych i budowy „Samorządnej Rzeczypospolitej”. Natomiast w Kierunkach działania Związku w obecnej sytuacji kraju podstawowymi wartościami związku miały być „najlepsze tradycje narodu, etyczne zasady chrześcijaństwa, polityczne wezwania demokracji i socjalistyczna myśl społeczna”. Dodatkowo solidarność i równa redystrybucja były fundamentem światopoglądowym ruchu. Potwierdzają to też badania CBOS z końca lat 80., w których większość robotników opowiadała się za ograniczeniami w prywatnej gospodarce oraz utrzymaniem silnych struktur pracowniczych w zakładach pracy.
Współcześnie idee chrześcijańskiej lewicy nadal istnieją w Polsce poprzez środowiska publikujące w pismach „Więź”, „Magazyn Kontakt” czy „Tygodnik Powszechny”. Często w tym konkteście pojawiało się pojęcie "katolewicy", początkowo mające pejoratywny wydźwięk, z czasem jednak będąc przejętym przez te środowiska.
Chrześcijańska lewica w Polsce po 1989 rozwijała się głównie w formie intelektualnej i społecznej, a nie partyjnej. Wyróżnia się trzy obszary jej obecności:
1. Środowiska publicystyczne i intelektualne w pismach takich jak „Tygodnik Powszechny”, „Więź”, „Znak” czy „Magazyn Kontakt”[66] rozwijano myśl łączącą naukę społeczną Kościoła z lewicową wrażliwością na sprawiedliwość społeczną i redystrybucję dóbr. Autorzy często podkreślali społeczno‑polityczny wymiar Ewangelii i jej zaangażowanie po stronie słabszych[67][68][69][70].
2. Postacie polityczne i moralne autorytety, takie jak Tadeusz Mazowiecki i Józef Tischner reprezentowały przekonanie, że chrześcijaństwo powinno stać po stronie ubogich i marginalizowanych. Według historyka Andrzeja Friszke, Mazowiecki dążył do realizacji chrześcijańskich wartości poprzez dialog obywatelski i konsensus, nie zaś poprzez konfrontację ideologiczną[68][67].
3. Oddolne inicjatywy społeczne. W latach 90. wiele katolickich organizacji pozarządowych i inicjatyw skupiało się na pomocy społecznej – wspieraniu ubogich, bezdomnych czy migrantów – realizując idee solidarności i odpowiedzialności społecznej, bez wyraźnego zakotwiczenia w ramach partyjnych. Takie działania uznaje się często za wyraz chrześcijańsko‑lewicowej wrażliwości, inspirowanej nauką społeczną Kościoła i etyką ewangeliczną[71][72][73][74][75].

## Lewica chrześcijańska na świecie
Chrześcijańskich socjalistów świata skupia International League of Religious Socialists.

### Ameryka Łacińska
Największe wpływy lewica chrześcijańska zdobyła w Ameryce Łacińskiej, czego dowodem były uchwały II Generalnego Zgromadzenia Episkopatów Ameryki Łacińskiej (CELAM) w Medellin w 1968.

#### Argentyna
W Argentynie w 1971 roku w wyniku rozłamu w Partii Chrześcijańsko-Demokratycznej powstała Partido Revolucionario Cristiana [Chrześcijańska Partia Rewolucyjna]. Lewicowi duchowni (np. Carlos Mugica, zabity przez prawicową bojówkę 11 maja 1974 roku) działali w szeregach Ruchu Księży dla Trzeciego Świata (MSTM), wydając pismo „Cristianismo y Revolucion”. 

#### Boliwia
W Boliwii lewe skrzydło chadecji wyodrębniło się w maju 1970 jako Rewolucyjna Partia Chrześcijańsko-Demokratyczna (PDCR) i podjęło walkę partyzancką przeciw prawicowej dyktaturze wojskowej; po klęsce partyzantki niedobitki PDCR utworzyły wraz z marksistami Ruch Lewicy Rewolucyjnej.

#### Brazylia
W Brazylii inspiracją lewicy chrześcijańskiej była działalność postępowego skrzydła episkopatu z arcybiskupem Recife Helderem Camarą na czele. Brazylijska lewica chrześcijańska działała poprzez organizacje społeczne, takie jak Ligi Chłopskie [Ligas Camponesas] i Robotnicza Akcja Katolicka, a zwłaszcza Ruch Podstawowych Wspólnot Ewangelicznych.

#### Chile
W Chile lewica chrześcijańska tworzyła początkowo frakcję rebelde w łonie Partii Chrześcijańsko-Demokratycznej, z której wyłamały się: w 1969 Movimiento de la Accion Popular Unitaria [Ruch Zjednoczonej Akcji Ludowej] i w 1971 Izquierda Cristiana [Lewica Chrześcijańska]. chrześcijańską ultralewicę stanowiły Iglesia Joven [Młody Kościół] w Santiago de Chile, Iglesia del Pueblo [Kościół Ludu] w Valparaiso i konspiracyjny Ruch Camilo Torresa. W kwietniu 1971 w Santiago de Chile grupa lewicowych duchownych katolickich sformułowała „Deklarację osiemdziesięciu”, która zapoczątkowała międzynarodowy „ruch Chrześcijan na rzecz socjalizmu”. 

#### Kolumbia
W Kolumbii w 1964 Camilo Torres Restrepo utworzył Zjednoczony Front Ludu Kolumbijskiego, a w styczniu 1966 wstąpił w szeregi Armii Wyzwolenia Narodowego.

#### Meksyk
W Meksyku lewica chrześcijańska zorganizowała się w Konfederacji Organizacji Narodowych CON i Narodowym Centrum Łączności Socjalnej CENOS.

#### Nikaragua
W Nikaragui lewicowi chrześcijanie popierali Sandinowski Front Wyzwolenia Narodowego, w wyniku czego w lewicowym rządzie po obaleniu dyktatury Somozy znalazło się trzech duchownych rzymskokatolickich.  

#### Peru
W Peru ideologię bliską lewicy chrześcijańskiej wyznawał lewicowy reżim wojskowy płk. Velasco Alvarado głoszący hasło „rewolucji chrześcijańskiej, humanistycznej i peruwiańskiej”. Rząd Alvarada popierany był przez lewicę Partii Chrześcijańsko-Demokratycznej. 

#### Salwador
W Salwadorze duchowym przywódcą lewicy chrześcijańskiej był arcybiskup San Salvador Oscar Romero (zabity przez prawicową bojówkę 24 marca 1980); ruch działał poprzez organizacje takie jak Federacion Cristiana de Campesinos [Chrześcijańska Federacja Chłopów], współdziałając z lewicą marksistowską w ramach Krajowego Komitetu Koordynacyjnego Mas. 

#### Wenezuela
W Wenezueli lewica chrześcijańska (Rudolf Jose Cardenas) działała w ramach chrześcijańsko-demokratycznej partii COPEI.  

### Europa
Grupy lewicy chrześcijańskiej działają też w niektórych krajach europejskich.  

#### Francja
We Francji Ludowy Ruch Republikański (MRP) głosił początkowo program radykalnych reform społecznych; gdy MRP w latach 50. przeszedł na pozycje centroprawicowe, ideologię lewicy chrześcijańskiej reprezentowały kręgi intelektualistów skupione wokół pism „Témoignage chrétien” i „Esprit”. W czasie studenckiej rewolty 1968 w Jeunesse Étudiante Chrétienne [Chrześcijańska Młodzież Studencka] pojawiły się ultralewicowe grupy uznające katolicyzm za religię mas ludowych i domagające się demokratyzacji Kościoła. 

#### Hiszpania
W Hiszpanii w 1956 powstała Izquierda Democrata Cristiana [Lewica Chrześcijańsko-Demokratyczna], a rok później jeszcze bardziej radykalny Frente de Liberacion Populara [Front Wyzwolenia Ludowego] Julio Ceron Ayuso; w tym samym czasie część niższego duchowieństwa zaczęła angażować się w obronę robotników poprzez Hermandad Obrera de Accion Catolica [Bractwo Robotnicze Akcji Katolickiej]. 

#### Holandia
W Holandii lewicowi katolicy utworzyli Politieke Partij Radikalen [Polityczną Partię Radykałów] w 1968, a postępowi protestanci Evangelische Volkspartij [Ewangelicką Partię Ludową] w 1981; w 1989 obie weszły wraz z komunistami w skład Zielonej Lewicy. 

#### Włochy
We Włoszech w okresie II wojny światowej powstała Chrześcijańska Partia Komunistyczna, w latach 70. próbowano reanimować ruch lewicy katolickiej pod nazwą Movimiento Politico dei Lavoratori [Polityczny Ruch Pracujących]; działały też pisma i wspólnoty chrześcijańskie: Assoziazione Cristiana dei Lavoratori Italiani [Chrześcijańskie Stowarzyszenie Pracowników Włoskich], Gioventu Evangelica (Marco Rostana), Ruch 7 Listopada (Filippo Gentiloni) w Rzymie, „Testimonianze” (Ernesto Balducci), „Nuovi Tempi” (Giorgio Girardet), Oregina w Genui, wspólnota Św. Pawła za Murami w Rzymie, Viene il Tempo w Cuneo, Carmine di Conversano w Bari, Santa Cuore w Lavello. Obecnie lewicowi chrześcijanie tworzą nurt Cristiano Sociali w ramach lewicowej Partii Demokratycznej. 

#### Finlandia, Szwajcaria, Szwecja i Wielka Brytania
W Szwecji działa Sveriges Kristna Socialdemokraters Förbund, w Finlandii Köyhien Asialla, w Wielkiej Brytanii Christian Socialist Movement, a w Szwajcarii Partia Chrześcijańsko-Socjalna [Christlich-soziale Partei – Parti chrétien-social].